# Symplocostoma dubium
Symplocostoma dubium is een rondwormensoort uit de familie van de Enchelidiidae.